# シャルル・デュトワ

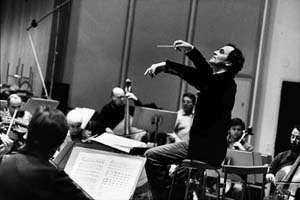
シャルル・デュトワ（1984年）

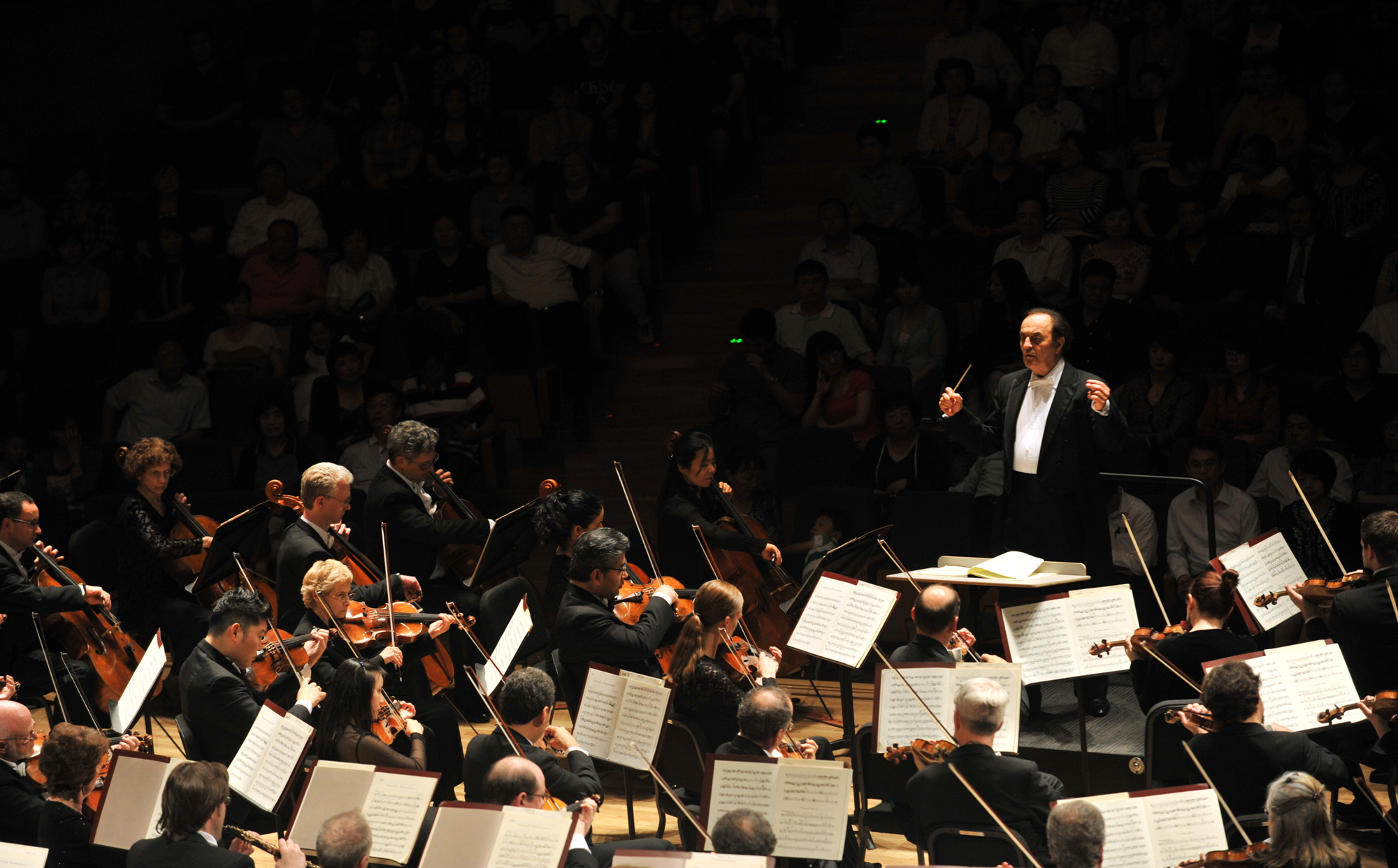
シャルル・デュトワ（2012年）

シャルル・エドゥアール・デュトワ（Charles Édouard Dutoit、1936年10月7日 - ）は、スイス出身の指揮者。「音の魔術師」との異名をとる。

## 人物・来歴
ローザンヌ生まれ。青年期にエルネスト・アンセルメと交流を深めるかたわら、同地とジュネーヴの音楽院で指揮、ヴァイオリン、ヴィオラ、打楽器、作曲を学ぶ。指揮科を首席で卒業後、シエナのキジアーナ音楽院でアルチェオ・ガリエラに師事。その後、アメリカ合衆国のタングルウッド音楽祭でシャルル・ミュンシュに師事。また、ルツェルン音楽祭ではオーケストラの奏者としてヘルベルト・フォン・カラヤンと共演し影響を受けている。
学生時代からヴィオラ奏者として、欧州や南米のさまざまなオーケストラに在籍する一方で、1958年から1963年までローザンヌ大学合唱団の指揮者を務める。1959年1月、既に親交のあったマルタ・アルゲリッチをソリストに迎え、ローザンヌ放送所属のオーケストラを指揮して指揮者としてプロデビューする。以降、スイス・ロマンド管弦楽団やローザンヌ室内管弦楽団の客演指揮者を務める他、チューリヒ放送所属のオーケストラの指揮者となる。1964年にカラヤンの招きでウィーン国立歌劇場に登場し、以降2シーズン、同劇場のバレエを担当する。1967年にパウル・クレツキからベルン交響楽団を引き継ぎ1978年まで首席指揮者を務める一方、ベルンに在任中の1967年から1971年までチューリッヒ・トーンハレ管弦楽団でルドルフ・ケンペを補佐している。1973年から1975年にメキシコ国立交響楽団を、1975年から1978年までエーテボリ交響楽団の指揮者も兼務した。
1977年にモントリオール交響楽団の音楽監督に就任。短期間で同楽団をカナダ随一の世界的なオーケストラに育て上げ、「フランスのオーケストラよりもフランス的」と評された。以後2002年に辞任するまでの25年もの間、精力的に海外公演や録音活動を行い、世界中から数々の賞も受賞した。
1990年から2010年まで、フィラデルフィア管弦楽団が参加するニューヨーク州サラトガ・パフォーミング・アーツ・センター夏のシリーズの芸術監督ならびに首席指揮者を務める一方、2000年から3年間、レナード・バーンスタイン提唱の国際教育音楽祭パシフィック・ミュージック・フェスティバル（PMF）でも芸術監督を務めている。
1991年から2001年までフランス国立管弦楽団音楽監督に就任、同楽団とは数々の録音で共演して高い評価を受けるとともに、広く五大陸で演奏旅行を行う。1996年にフランス政府より“Commandeur de l'Ordre des Arts et des Lettres”を授与され、同年にはカナダ政府からも叙勲された。カナダ人以外で初めて、ケベック州民勲章も受賞している。
2008年から4年間契約でフィラデルフィア管弦楽団の首席指揮者、2009年からはヴェルビエ祝祭管弦楽団の音楽監督とロイヤル・フィルハーモニー管弦楽団の首席指揮者・芸術監督を務めている。
主な客演としては、ロンドン・フィルハーモニー管弦楽団、フィルハーモニア管弦楽団、パリ管弦楽団、北ドイツ放送交響楽団、バイエルン放送交響楽団、ベルリン・フィルハーモニー管弦楽団、ロイヤル・コンセルトヘボウ管弦楽団、シュターツカペレ・ドレスデン、チェコ・フィルハーモニー管弦楽団、また、シカゴ交響楽団やニューヨーク・フィルハーモニックなどのビッグファイブをはじめとする全米の主要なオーケストラにも頻繁に登場している。

## 家族
シャルル・デュトワは4度の結婚経験があり、かつての伴侶としては、2人目の妻であるピアニストのマルタ・アルゲリッチと、3人目のオンタリオ州出身のエコノミスト・実業家、マリー＝ジョゼ・クラヴィス（旧姓Drouin）の名が知られている。2010年にはヴァイオリニストのシャンタル・ジュイエと結婚した。アルゲリッチとの間に娘アンヌ＝カトリーヌ（Anne-Catherine）がいる。また、1990年生まれの映画監督、女優、脚本家のアンヌ＝ソフィー（Anne-Sophie）は、孫（最初の妻との間の長男イヴァンの娘）である。

## セクハラ事件
2017年に4人の女性がデュトワから性的暴行を受けたと告発する記事が公開された。デュトワは否定したが、その後さらに匿名によるレイプ被害の訴え1件を含む複数名によるセクハラ行為を訴える記事が同じ記者から公開された。告発後、世界各地の複数のオーケストラがデュトワとの公演を中止したほか、英国ロイヤル・フィルハーモニー管弦楽団はデュトワを芸術監督と首席指揮者から退任させ、ボストン交響楽団はデュトワへの名誉称号を剥奪のうえ関係を絶ったと発表した。2019年、フランス国立管弦楽団は病気のエマニュエル・クリビヌの代役にデュトワを指名し抗議を受けた。楽団側は、楽団員の6割もデュトワ起用に反対だったが、15人以上の代役候補に断られたうえの決定であると説明した。

## 演奏
デュトワは、ベルリオーズやビゼー、ラヴェル、イベールなどのフランス音楽、リムスキー＝コルサコフやチャイコフスキー、ラフマニノフ、ストラヴィンスキー、プロコフィエフといったロシア音楽を得意としている。このほかに、オネゲルの作品や、レスピーギのローマ三部作（「ローマの噴水」「ローマの松」「ローマの祭」）とヴァイオリン協奏曲、ファリャのバレエ音楽、武満徹の管弦楽曲の解釈にも卓越したものがある。ディプロマ取得の課題と最初のレコーディングが『兵士の物語』であり、若い頃の目標が30歳までに『春の祭典』を指揮することだったと本人が語っているように、とりわけストラヴィンスキーに関しては愛着を持っていて、ストラヴィンスキー本人指揮による『結婚』のレコーディング・セッションに譜めくり役としてもぐり込む、などの逸話もある。
ローザンヌ大学合唱団の指揮者としては主にバロック時代の声楽作品を指揮した。また、ウィーン国立歌劇場ではマシーン振り付けの『三角帽子』、ヌレエフ、マーゴ・フォンテイン出演のヌレエフ版『白鳥の湖』のプレミアを指揮し、ジョージ・バランシンなどとも仕事をしている。
また、1975年には、ヴァイオリニストのサルヴァトーレ・アッカルドと共演して、ニコロ・パガニーニ作品のうちヴァイオリン協奏曲全6曲を含む譜面が現存するヴァイオリンと管弦楽のための協奏作品のほぼ全てを録音している。
モントリオール交響楽団とのコンビはカーネギー・ホールにほぼ毎年登場するようになり、そこでは『戦争レクイエム』、『ロジェ王』、『イリヤ・ムーロメッツ』のような比較的演奏機会の少ない大作も取り上げた。また、フランス国立管弦楽団とはサン・ドニ音楽祭において1995年から4年間、ベルリオーズの宗教的声楽作品を1年に1作ずつ演奏し、その初回は『荘厳ミサ曲』のパリ蘇演であった。
2003年にテアトロ・コロンで『さまよえるオランダ人』を指揮し、同劇場では続いて2004年から4年をかけて『リング』を、2008年には同劇場の開館100年記念公演で『アイーダ』を指揮する計画が立てられた。

## シャルル・デュトワと日本
デュトワは大の日本びいきとして知られ、和食や陶磁器の愛好家でもある。インタビュー収録時にも広重や北斎の画集を眺める姿がある。
2000年から3年間、札幌を中心に行われるパシフィック・ミュージック・フェスティバル（PMF）、2004年から7年間、アイザック・スターンの遺志を継ぎ、宮崎国際音楽祭の芸術監督を務めた。宮崎では大ホールでのオーケストラ公演のほか、デュトワが得意とする小編成の楽曲や室内楽曲のレパートリーをも取り上げ、人形劇を加えてのファリャの『ペドロ親方の人形芝居』やストラヴィンスキーの『兵士の物語』を街頭で演奏するなどの企画が披露された。
1999年にはNHK教育テレビ『シャルル・デュトワの若者に贈る音楽事典』（世界の音楽主要10都市を特集した全10回の教育ドキュメンタリー・シリーズ）に出演、自らキャストとして作曲家の役にも扮した。
他にも、NHK教育テレビ「N響アワー」の新年番組にもゲストとして袴姿で出演している。（この際、「あけましておめでとうございます」と日本語で話した。）
デュトワとかかわりのある人たちは日本と不思議な因縁で結ばれている。
初来日は1970年、日比谷公会堂での読売日本交響楽団の客演で、ストラヴィンスキー、ラヴェルなどを指揮した。
アルゲリッチが娘アニー・デュトワ（音楽ジャーナリスト）を身ごもったことに気づいたのが、この初来日の時であり、1974年には夫婦共演のために再び日本を訪れたが、夫婦喧嘩からアルゲリッチは一方的に公演をキャンセルして帰国、あげくデュトワと離婚に至ったという経緯がある。
その後、アルゲリッチはデュトワと和解し、近年では、デュトワ指揮、アルゲリッチのピアノで共演を重ねている。偶然とはいえ、デュトワとアルゲリッチは、それぞれ九州の音楽フェスティバルの芸術監督に就任している。また、娘アニーも、日本での取材が振り出しとなって記者活動を始めている。
2021年には、セイジ・オザワ 松本フェスティバルで小澤征爾の呼びかけにより、オーケストラの指揮を行った。ただし、新型コロナウイルスの影響により、YouTubeによるライブ配信となり、ラヴェルのマ・メール・ロワ(管弦楽版)、ドビュッシーの海、牧神の午後への前奏曲、ストラヴィンスキーの火の鳥(1919年版)を演奏した。
同年、11月27日に予定していた、新日本フィルとの共演の来日コンサートでは、デュトワが新型コロナウイルスに感染したと発表され、来日は中止となった。

### NHK交響楽団音楽監督
1996年、NHK交響楽団の常任指揮者に就任した。就任記念定期では、オネゲルの『火刑台上のジャンヌ・ダルク』（演出付き）を上演。就任記念特別演奏会ではアルゲリッチとショパンのピアノ協奏曲第1番を共演。1998年から音楽監督に就任。1999年、高島勲演出、ダッラピッコラの歌劇『囚われ人』とフォーレ『レクイエム』を上演。2001年、創立75周年記念演奏会にてオルフ『カルミナ・ブラーナ』を演奏。
2003年6月、音楽監督を退任するが、（音楽監督として最後の演奏はR.シュトラウス『エレクトラ』（演奏会形式）であった。）同年9月から名誉音楽監督に就任し、以降もほぼ毎シーズン、定期公演の指揮をしている。
デュトワが来たことに伴って、ドイツ音楽に偏っていたレパートリーが、フランス音楽を始めとしてグローバルに広がり、サウンドも色彩感を持つように変化した。またこれまで国内をその活動の中心に置いてきた同楽団は周期的に海外公演を行うようになり、またデッカ・レーベルによるレコーディングも行われた。これまでにヨーロッパ、アジア、アメリカ、ロシアの各主要都市で広く公演を行っており世界的な知名度が増した。
また、NHK大河ドラマ第39作『葵 徳川三代』のテーマ音楽の指揮もした。さらにデュトワとN響にはユニクロのTVCM出演の企画まで持ち上がったこともあったが、これはNHKから待ったがかかり、実現しなかった。
前述のセクハラ事件を受け、西欧や北米ではデュトワを締め出す中、日本は意に介さず、彼の復帰に手を貸すなど独自の対応をとっている。

## 受賞歴
世界各地から40以上の賞を手にしてきた。主だったところは次の通り。
- グラミー賞
- カナダ・ジュノー賞
- フランス共和国大統領グランプリ
- モントルー・レコード国際大賞
- アムステルダム・エジソン賞
- レコード・アカデミー大賞（「レコード芸術」誌、音楽之友社）
- ドイツ音楽批評家大賞
- NHK放送文化賞

1991年には、フィラデルフィア名誉市民の称号も授与された。